# Wizard and the Princess
Wizard and the Princess, également connu sous le titre de Adventure in Serenia, est un jeu vidéo d’aventure créé par Ken et Roberta Williams et publié par On-Line Systems en 1980 sur Apple II puis porté sur Atari 8-bit, Commodore 64, IBM PC, FM-7, PC-88 et PC-98. Il est le deuxième jeu publié par On-Line Systems après Mystery House et le premier jeu d’aventure disposant de graphismes en couleur. Initialement sorti en août 1980, le jeu dépasse les 25000 copies vendues en juin 1982,,.